# Crowz
Crowz är ett osläppt demo-album av metalgruppen Slipknot. Crowz skulle egentligen ha släppts den 31 oktober 1997.
Albumet skulle användas som en demo-skiva att försöka locka skivbolag med men Slipknot fick kontrakt med Roadrunner Records innan Crowz blev klar och albumet skrotades trots att vissa låtar skrevs om och spelades in på nytt till bandets debutalbum Slipknot.
Crowz innehöll nya låtar samt ommixade versioner av gamla låtar från Mate.Feed.Kill.Repeat.

## Låtlista
Man spekulerar att låtlistan till Crowz skulle ha sett ut såhär ifall den någonsin skulle ha blivit släppt:
1. "Coleslaw"
2. "Interloper" (Sång av Anders Colsefini)
3. "May 17th" (Skriven av Shawn Crahan)
4. "Windows" (Sång av Corey Taylor)
5. "Windows" (Sång av Anders Colsefini)
6. "Nature"
7. (Ej namngiven låt)
8. "Carve" (Sång av Corey Taylor)
9. "Carve" (Sång av Anders Colsefini)
10. "Prosthetics"
11. "Me Inside" (Sång av Corey Taylor)
12. "The Me Inside" (Sång av Anders Colsefini)
13. "Tattered & Torn"
14. "Only One"
15. "Slipknot" (Sång av Corey Taylor)
16. "Heartache and a Pair of Scissors" (Sång av Anders Colsefini)
17. "Heartache and a Pair of Scissors" (Sång av Corey Taylor)